# Кара-Годжа
Кара́-Годжа́ (укр. Кара-Годжа, крымскотат. Qara Qoca, Къара Къоджа) — исчезнувшее село в Первомайском районе Республики Крым, располагавшееся в центре района, в степной части Крыма, у автотрассы 35К-001 Красноперекопск — Симферополь, примерно в 3 километрах южнее современного села Гришино.

### Динамика численности населения
| - 1805 год — 191 чел. - 1864 год — 15 чел. - 1889 год — 155 чел. | - 1900 год — 144 чел. - 1915 год — 59/65 чел. - 1926 год — 78 чел. |

## История
Первое документальное упоминание села встречается в Камеральном Описании Крыма… 1784 года, судя по которому, в последний период Крымского ханства Кара Коджа входил в Самарчик кадылык Перекопского каймаканства. После присоединения Крыма к России (8) 19 апреля 1783 года, (8) 19 февраля 1784 года, именным указом Екатерины II сенату, на территории бывшего Крымского Ханства была образована Таврическая область и деревня была приписана к Перекопскому уезду. В труде Петра Симона Палласа «Наблюдения, сделанные во время путешествия по южным наместничествам Русского государства в 1793—1794 годах» селение описано так 
татарская деревня Кара-Кодиша, а перед нею, близ дороги, старое кладбище с особенными, в виде обелисков, надгробными памятниками, формы которой я не встречал в Крыму.
 После Павловских реформ, с 1796 по 1802 год, входила в Акмечетский уезд Новороссийской губернии. По новому административному делению, после создания 8 (20) октября 1802 года Таврической губернии, Кара-Годжа был включён в состав Бозгозской волости Перекопского уезда.
По Ведомости о всех селениях в Перекопском уезде состоящих с показанием в которой волости сколько числом дворов и душ… от 21 октября 1805 года в деревне Каракоджа числилось 29 дворов и 191 житель, исключительно крымские татары. На военно-топографической карте генерал-майора Мухина 1817 года деревня Каракоджа обозначена с 30 дворами. После реформы волостного деления 1829 года деревню, согласно «Ведомости о казённых волостях Таврической губернии 1829 года» отнесли к Эльвигазанской волости (переименованной из Бозгозской). На карте 1836 года в деревне 22 двора, как и на карте 1842 года.
В 1860-х годах, после земской реформы Александра II, деревню приписали к Ишуньской волости. В «Списке населённых мест Таврической губернии по сведениям 1864 года», составленном по результатам VIII ревизии 1864 года, Карагоджа — владельческая татарская деревня с 4 дворами, 15 жителями и мечетью при безъименной балкѣ. По обследованиям профессора А. Н. Козловского 1867 года, вода в колодцах деревни была пресная но «весьма глубокая» глубина колодцев колебалась от 25 до 30 саженей и более (53—64 м). На трёхверстовой карте Шуберта 1865—1876 года в деревне Каракоджа обозначено 5 дворов. Согласно «Памятной книжке Таврической губернии за 1867 год», деревня Карагоджа стояла покинутая, ввиду эмиграции крымских татар, особенно массовой после Крымской войны 1853—1856 годов, в Турцию. В «Памятной книге Таврической губернии 1889 года», по результатам Х ревизии 1887 года, в деревне Кара-Коджа числилось 20 дворов и 155 жителей
После земской реформы 1890 года Кара-Годжу отнесли к Александровской волости. В «…Памятной книжке Таврической губернии на 1892 год» деревня, почему-то, не записана, а по «…Памятной книжке Таврической губернии на 1900 год» в Карагодже числилось 144 жителя в 15 домохозяйствах. По Статистическому справочнику Таврической губернии. Ч.II-я. Статистический очерк, выпуск пятый Перекопский уезд, 1915 год, в деревне Карагоджа Александровской волости Перекопского уезда числилось 18 дворов (все дворы безземельные) со смешанным населением в количестве 59 человек приписных жителей и 65 — «посторонних», из которых 67 мужчин и 57 женщин. Жители землёй не владели, но за селением числилось 220 десятин земли. В хозяйствах имелось 85 лошадей, 22 вола, 50 коров и 30 голов мелкого скота.
После установления в Крыму Советской власти и учреждения 18 октября 1921 года Крымской АССР, в составе Джанкойского уезда был образован Курманский район, в состав которого включили село. В 1922 году уезды получили название округов. 11 октября 1923 года, согласно постановлению ВЦИК, в административное деление Крымской АССР были внесены изменения, в результате которых был ликвидирован Курманский район и село включили в состав Джанкойского. Согласно Списку населённых пунктов Крымской АССР по Всесоюзной переписи 17 декабря 1926 года, в селе Кара-Годжа, Акчоринского (русского) сельсовета Джанкойского района, числилось 20 дворов, из них 18 крестьянских, население составляло 78 человек, из них 61 русский, 4 грека, 3 немца, 2 украинца, 2 болгарина, 6 записаны в графе «прочие». Постановлением ВЦИК РСФСР от 30 октября 1930 года был создан Фрайдорфский еврейский национальный район (переименованный указом Президиума Верховного Совета РСФСР № 621/6 от 14 декабря 1944 года в Новосёловский) (по другим данным 15 сентября 1931 года) и село включили в его состав, а после разукрупнения в 1935-м и образования также еврейского национального Лариндорфского (переименованный указом Президиума Верховного Совета РСФСР № 621/6 от 14 декабря 1944 года в Первомайский), село переподчинили новому району. Последний раз развалины Кара-Годжа обозначены на двухкилометровой карте Генштаба 1942 года.